# UK Championship (snooker)
UK Championship er en professional snooker-turnering. Den betragtes som den næstvigtigste turnering indenfor sporten, kun overgået af verdensmesterskaberne, og den udgør sammen med VM og The Masters de såkaldte Triple Crown-turneringer. UK Championship spilles typisk over to uger i slutningen af november og begyndelsen af december.

## Vindere
| År   | Vinder            | Tabende finalist  | Finale score | Arena         | Sæson   |
| ---- | ----------------- | ----------------- | ------------ | ------------- | ------- |
| 1977 | Patsy Fagan       | Doug Mountjoy     | 12 – 9       | Blackpool     | 1977/78 |
| 1978 | Doug Mountjoy     | David Taylor      | 15 – 9       | Preston       | 1978/79 |
| 1979 | John Virgo        | Terry Griffiths   | 14 – 13      | Preston       | 1979/80 |
| 1980 | Steve Davis       | Alex Higgins      | 16 – 6       | Preston       | 1980/81 |
| 1981 | Steve Davis       | Terry Griffiths   | 16 – 3       | Preston       | 1981/82 |
| 1982 | Terry Griffiths   | Alex Higgins      | 16 – 15      | Preston       | 1982/83 |
| 1983 | Alex Higgins      | Steve Davis       | 16 – 15      | Preston       | 1983/84 |
| 1984 | Steve Davis       | Alex Higgins      | 16 – 8       | Preston       | 1984/85 |
| 1985 | Steve Davis       | Willie Thorne     | 16 – 14      | Preston       | 1985/86 |
| 1986 | Steve Davis       | Neal Foulds       | 16 – 7       | Preston       | 1986/87 |
| 1987 | Steve Davis       | Jimmy White       | 16 – 14      | Preston       | 1987/88 |
| 1988 | Doug Mountjoy     | Stephen Hendry    | 16 – 12      | Preston       | 1988/89 |
| 1989 | Stephen Hendry    | Steve Davis       | 16 – 12      | Preston       | 1989/90 |
| 1990 | Stephen Hendry    | Steve Davis       | 16 – 15      | Preston       | 1990/91 |
| 1991 | John Parrott      | Jimmy White       | 16 – 13      | Preston       | 1991/92 |
| 1992 | Jimmy White       | John Parrott      | 16 – 9       | Preston       | 1992/93 |
| 1993 | Ronnie O'Sullivan | Stephen Hendry    | 10 – 6       | Preston       | 1993/94 |
| 1994 | Stephen Hendry    | Ken Doherty       | 10 – 5       | Preston       | 1994/95 |
| 1995 | Stephen Hendry    | Peter Ebdon       | 10 – 3       | Preston       | 1995/96 |
| 1996 | Stephen Hendry    | John Higgins      | 10 – 9       | Preston       | 1996/97 |
| 1997 | Ronnie O'Sullivan | Stephen Hendry    | 10 – 6       | Preston       | 1997/98 |
| 1998 | John Higgins      | Matthew Stevens   | 10 – 6       | Bournemouth   | 1998/99 |
| 1999 | Mark Williams     | Matthew Stevens   | 10 – 8       | Bournemouth   | 1999/00 |
| 2000 | John Higgins      | Mark Williams     | 10 – 4       | Bournemouth   | 2000/01 |
| 2001 | Ronnie O'Sullivan | Ken Doherty       | 10 – 1       | York          | 2001/02 |
| 2002 | Mark Williams     | Ken Doherty       | 10 – 9       | York          | 2002/03 |
| 2003 | Matthew Stevens   | Stephen Hendry    | 10 – 8       | York          | 2003/04 |
| 2004 | Stephen Maguire   | David Gray        | 10 – 1       | York          | 2004/05 |
| 2005 | Ding Junhui       | Steve Davis       | 10 – 6       | York          | 2005/06 |
| 2006 | Peter Ebdon       | Stephen Hendry    | 10 – 6       | York          | 2006/07 |
| 2007 | Ronnie O'Sullivan | Stephen Maguire   | 10 – 2       | Telford       | 2007/08 |
| 2008 | Shaun Murphy      | Marco Fu          | 10 – 9       | Telford       | 2008/09 |
| 2009 | Ding Junhui       | John Higgins      | 10 – 8       | Telford       | 2009/10 |
| 2010 | John Higgins      | Mark Williams     | 10 – 9       | Telford       | 2010/11 |
| 2011 | Judd Trump        | Mark Allen        | 10 – 8       | York          | 2011/12 |
| 2012 | Mark Selby        | Shaun Murphy      | 10 – 6       | York          | 2012/13 |
| 2013 | Neil Robertson    | Mark Selby        | 10 – 7       | York          | 2013/14 |
| 2014 | Ronnie O'Sullivan | Judd Trump        | 10 – 9       | York          | 2013/14 |
| 2015 | Neil Robertson    | Liang Wenbo       | 10 – 5       | York          | 2015/16 |
| 2016 | Mark Selby        | Ronnie O'Sullivan | 10 – 7       | York          | 2016/17 |
| 2017 | Ronnie O'Sullivan | Shaun Murphy      | 10 – 5       | York          | 2017/18 |
| 2018 | Ronnie O'Sullivan | Mark Allen        | 10 – 6       | York          | 2018/19 |
| 2019 | Ding Junhui       | Stephen Maguire   | 10 – 6       | York          | 2019/20 |
| 2020 | Neil Robertson    | Judd Trump        | 10 – 9       | Milton Keynes | 2020/21 |
| 2021 | Zhao Xintong      | Luca Brecel       | 10 – 5       | York          | 2021/22 |
| 2022 | Mark Allen        | Ding Junhui       | 10 – 7       | York          | 2022/23 |
| 2023 | Ronnie O'Sullivan | Ding Junhui       | 10 – 7       | York          | 2023/24 |
| 2024 | Judd Trump        | Barry Hawkins     | 10 – 8       | York          | 2024/25 |